# Ílhavo (freguesia)
Ílhavo (São Salvador) is een plaats (freguesia) in de Portugese gemeente Ílhavo en telt 16760 inwoners (2001).